# Leslie H. Gelb
Pour les articles homonymes, voir Gelb.
Leslie Howard Gelb, né le 4 mars 1937 à New Rochelle et mort le 31 août 2019 à New York, est un journaliste, politologue et essayiste américain
Il a été président honoraire du Council on Foreign Relations, directeur du Bureau of Politico-Military Affairs de la Maison-Blanche de 1977 à 1979.

## Biographie
Leslie Gelb est né à New Rochelle (New York) en 1937. Il a obtenu un BA de l'université Tufts en 1959, une MA en 1961 et un doctorat. en 1964 de l'Université de Harvard . Commençant en 1964 et se terminant en 1967, il a été professeur adjoint de gouvernement à la Wesleyan University.
Il a épousé Judith Cohen le 2 août 1959 et a vécu à New York. Ils ont eu trois enfants. Il a reçu le prix du Père américain de l'année en 1993.

## Publications
- (en-US) Power Rules: How Common Sense Can Rescue American Foreign Policy (2009)
- (en-US) Anglo-American Relations, 1945-1950: Toward a Theory of Alliances (1988)
- (en-US) Claiming the Heavens: The New York Times Complete Guide to the Star Wars Debate (coauteur, Crown Publishing Group, 1988)
- (en-US) Our Own Worst Enemy: The Unmaking of American Foreign Policy (1984, coauteur avec I. M. Destler et Anthony Lake)
- (en-US) The Irony of Vietnam: The System Worked (1980)